# Kristiane Kupfer & das kleine Künstlerorchester
Kristiane Kupfer & das kleine Künstlerorchester (auch irrtümlicherweise Kristiane Kupfer und das Kleine Orchester genannt) war eine deutsche Band mit einem musikalisch und optisch attraktiven Bühnenprogramm. Sie wurde 1990 – nach der Wende in der DDR – von der Sängerin und Schauspielerin Kristiane Kupfer und von Musikern aus Ost-Berlin gegründet. Initiator, Leiter und Organisator war Achim Gebauer. Das Repertoire bestand aus Schlagern aus UFA-Filmen sowie aus Ragtime- und Swingnummern der 1920er- bis 1940er-Jahre, insbesondere Interpretationen der Hits von Marlene Dietrich, Zarah Leander, Ilse Werner und anderen. 

## Bandgeschichte
Die Band wirkte unter anderem 1990 in dem Spielfilm Die Hallo-Sisters unter der Regie von Ottokar Runze mit und hatte von 1991 bis 1993 mehrere Auftritte in Talkshows des Ostdeutschen Rundfunks Brandenburg (ORB). 1992 wurde die Band im Hörfunkprogramm des SFB in einer Sondersendung vorgestellt.
Außerdem hatte die Band Auftritte in ganz Deutschland und wirkte als musikalische Begleitung bei Shows und Galas in Deutschland und in den USA mit. Beispielsweise bestritt die Band im Auftrag des US-amerikanischen Los Angeles-Berlin Sister City Committee, das die seit 1967 bestehende Städtepartnerschaft zwischen Los Angeles und Berlin fördert, 1992 Galas in Los Angeles („nine musicians from Berlin“).
Neben der Sängerin und Schauspielerin Kristiane Kupfer im Mittelpunkt, waren insbesondere Hans-Jürgen Reissner (piano, Gesang) und Andy Wieczorek (sax, Gesang) im solistischen Blickpunkt. Die Arrangements der Band wurden zum Großteil von Tobias Morgenstern und Stefan Kling (beide L’art de passage) geschrieben. Die Band nahm mehrere Titel auf, die bislang noch nicht veröffentlicht wurden.
Die Musiker des Kleinen Künstlerorchesters sind heute in bekannten Bands wiederzufinden, wie zum Beispiel:
- Rainer Gäbler: Bigband der Deutschen Oper Berlin
- Hans-Peter Lange: Music & Voice
- Carsten Muttschall: Modern Soul Band
- Jörg von Nolting: Andrej Hermlins Swing Dance Orchestra
- Jens Saleh: Hardgroove, Bukowsky
- Michael Waterstradt: Andrej Hermlins Swing Dance Orchestra
- Andreas Wieczorek: Polkaholix

## Diskografie (Auswahl)
- Kristiane Kupfer & das kleine Künstlerorchester: Berlin Live im Kino Babylon, CD, September 1990
- Kristiane Kupfer & das kleine Künstlerorchester: Berlin in L. A., CD, 1992
- Kristiane Kupfer & das kleine Künstlerorchester: Berlin Portrait, CD, 2003